# 凤城站
鳳城站（：／ Bongseong yeok */?）是位于韩国庆尚北道奉化郡鳳城面鳳城里的一座鐵路站，属于岭东线。

## 历史
- 1955年2月1日 - 落成使用[1]。

## 相鄰車站
韓國鐵道公社
嶺東線
巨村－鳳城－法田